# Puebla del Prior
Puebla del Prior – gmina w Hiszpanii, w prowincji Badajoz, w Estramadurze, o powierzchni 35,88 km². W 2011 roku gmina liczyła 531 mieszkańców.